# Гомес II Суарес де Фигероа
Гомес II Суарес де Фигероа (исп. Gómez II Suárez de Figueroa; ок. 1436—1506) — испанский дворянин, 2-й граф Ферия (1461—1506).

## Биография
Сын Лоренсо II Суарес де Фигероа (1410/1412 — 1461), 1-го графа Фериа (1460—1461). Он управлял родовым владением в течение длительного периода (45 лет), отождествляя дома де Ферия с Нижней Эстремадурой и отделяя его от его старых андалузских владений, владений, которые он продал или обменял на другие в Эстремадуре. Он добавил к своим владениям города Сальвалеон в 1462 году и Альмендраль, Торре-де-Мигель-Сесмеро и Сьерра-де-Монсалуд в 1465 году.
Одной из его первых работ было продолжение реформы замка Ферия (Бадахос), начатой его отцом. Точно так же он закончил замок Ногалес, провел работы по реконструкции в крепости Сафра, приказал возвести францисканский монастырь Сан-Бенито в Сафре и перестроил больницу Сан-Мигель по завещанию своей покойной жены Констанции Осорио.
Он участвовал в Войне за кастильское наследство (1475—1479), приняв сторону Изабеллы Католички, и его роль была очень заметной. Он также участвовал в битвах против эмирата Насридов в Гранаде, отказавшись от общественной жизни и удалившись в свои сеньории после взятия Гранады, чтобы посвятить себя исключительно управлению своим доменом, что было нарушено только тем кратким периодом, когда в 1499 году вместе с графом де Кабра занимал пост генерал-губернатора Кастилии по случаю поездки католических монархов в Андалусию.
Он первым браком в 1454 году женился на Констанции Осорио, дочери графов де Трастамара, от которой у него не было потомков, а затем на Марии Альварес де Толедо, одной из дочерей 1-го герцога Альба-де-Тормес (Марию не следует путать с её племянницей Марией де Толедо, женой Диего Колона), от которой у него было четверо детей и от которой он также овдовел. Благодаря этому браку дом де Ферия соединился с одной из самых важных родословных в Кастилии, домом Альба-де-Тормес. В документах конец его жизни представлен как горький период: он снова овдовел, а хозяйство графства развалилось. И он, и две его жены похоронены в монастыре Санта-Мария-дель-Валье-де-Сафра.
Ему наследовал его сын Лоренсо III Суарес де Фигероа, 3-й граф Ферия.